# Rick Yune

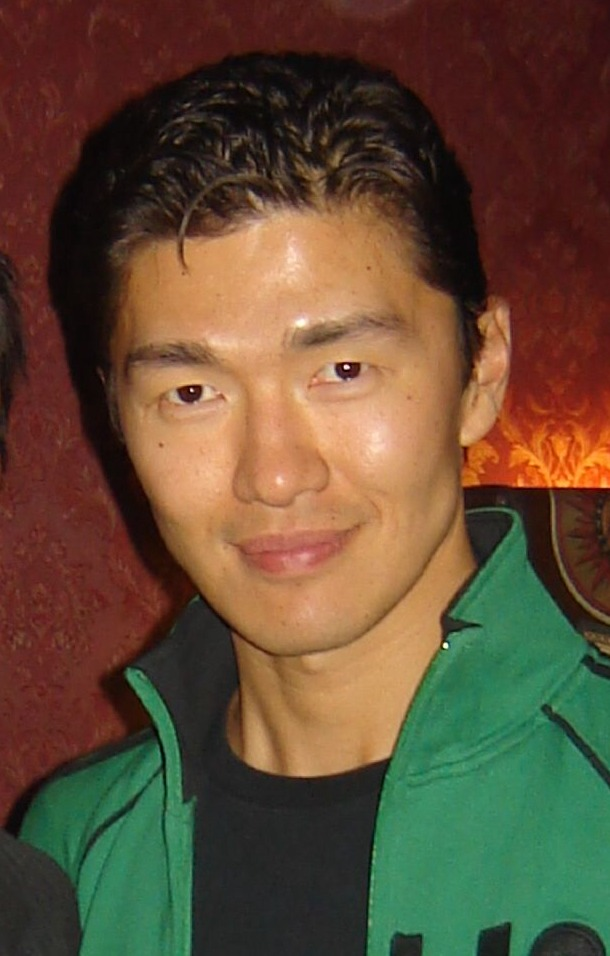
Rick Yune, 2007

Rick Yune (* 22. August 1971 als Richard Yun in Südkorea) ist ein US-amerikanischer Schauspieler koreanischer Abstammung.

## Leben
Rick Yune wurde in Südkorea geboren und wuchs in Washington, D. C. auf. Er studierte an der Wharton School der University of Pennsylvania. Nach dem Abschluss 1994 arbeitete er als Börsenmakler und Model. 1999 war er erstmals als Schauspieler tätig. An der Seite von Ethan Hawke und Max von Sydow spielte er in Scott Hicks’ Schnee, der auf Zedern fällt. Zwei Jahre später war Yune mit Vin Diesel und Paul Walker in The Fast and the Furious zu sehen. 2002 war er als James Bonds Gegenspieler Zao in Stirb an einem anderen Tag im Kino zu sehen.
Nach diesem Film verabschiedete sich Yune für drei Jahre aus dem Filmgeschäft. Mit der Rolle des Kazu Tamazaki in Alias – Die Agentin kam er 2005 wieder vor die Kamera zurück. Danach absolvierte er Gastrollen in Boston Legal und CSI: Vegas.
2008 arbeitete Yune als Drehbuchautor, Produzent und Hauptdarsteller für den Film The 5th Commandment – Du sollst nicht töten. Der Film war allerdings nur mäßig erfolgreich. 2009 spielte Yune in Ninja Assassin und Beyond Remedy mit.
2013 spielte Yune im Film Olympus Has Fallen – Die Welt in Gefahr die Hauptrolle Kang. Der Film wurde ein weltweiter Erfolg. Von 2014 bis 2016 war Yune in der Serie Marco Polo zu sehen.

## Filmografie (Auswahl)
- 1999: Schnee, der auf Zedern fällt (Snow Falling on Cedars)
- 2001: The Fast and the Furious
- 2002: James Bond 007 – Stirb an einem anderen Tag (Die Another Day)
- 2008: The 5th Commandment – Du sollst nicht töten (The Fifth Commandment)
- 2008: Alone in the Dark II
- 2009: Ninja Assassin
- 2009: Beyond Remedy
- 2012: The Man with the Iron Fists
- 2013: Olympus Has Fallen – Die Welt in Gefahr (Olympus Has Fallen)
- 2013: Hawaii Five-0 (Fernsehserie, Episode 3x20)
- 2014–2016: Marco Polo (Fernsehserie, 15 Episoden)
- 2017: Prison Break (Fernsehserie, 6 Episoden)
- 2019: Alita: Battle Angel
- 2020: Jiu Jitsu
- 2023: Tetris